# Węzeł autostradowy Bottrop
Węzeł autostradowy Bottrop (niem. Autobahndreieck Bottrop, AD Bottrop, Dreieck Bottrop) – węzeł drogowy na skrzyżowaniu autostrad A2 i A31 w kraju związkowym Nadrenia Północna-Westfalia. Nazwa węzła pochodzi od miasta Bottrop.
| Z                  | Do                            | Średnie dzienne natężenie ruchu |
| ------------------ | ----------------------------- | ------------------------------- |
| AS Bottrop (A 2)   | AD Bottrop                    | 86 800                          |
| AD Bottrop         | AS Gladbeck-Ellinghorst (A 2) | 94 100                          |
| AS Gladbeck (A 31) | AD Bottrop                    | 53 100                          |